# عبدالخالق ثروت پاشا
عبدالخالق ثروت پاشا (عربی: عبد الخالق ثروت باشا؛ ۱۸۷۳ – ۱۹۲۸) یک سیاست‌مدار اهل مصر بود. 